# Allylkyanid
Allylkyanid nebo but-3-ennitril je organická sloučenina se vzorcem H2C=CHCH2CN. Podobně jako další nižší alkylnitrily se rozpouští v organických rozpouštědlech. Vyskytuje se v přírodě jako biopesticid a používá se jako zesíťovací činidlo při výrobě některých polymerů. Tuto látku objevili roku 1863 H. Will a W. Koerner v hořčičném oleji. První úspěšná syntéza proběhla o rok později. Nové studie ukazují, že allylkyanid může být použit jako aditivum v propylenkarbonátových elektrolytech pro grafitové anody, kde zabraňuje odlupování materiálu anody při tvorbě povlaku.

## Výroba
Allylkyanid může být vyroben reakcí allylbromidu s kyanidem měďným, reakční směs musí být zahřívána. Kyanidový anion funguje jako nukleofil, který nahradí atom bromu z allylbromidu:
CH2=CHCH2Br + CuCN → CH2=CHCH2CN + CuBr
Pro tuto reakci lze použít i ostatní allylhalogenidy, například allyljodid, který je reaktivnější a výtežnost reakce je vyšší.
Dalším způsobem, jak získat allylkyanid, je použití ktrysích střevních bakterií. Přidáním sinigrinu k těmto bakteriím a následnou inkubací za anaerobních podmínek vznikne desulfosinigrin, při další inkubaci dochází k tvorbě allylkyanidu, jako hlavního rozkladného produktu, společně s isothiokyanátem a 1-kyano-2,3-epithiopropanem. Přesný princip tohoto procesu není dosud znám, ale předpokládá se, že střevní bakterie využívají pro tuto reakci enzym thioglukosidázu.

## Výskyt v přírodě
Allylkyanid vzniká v košťálové zelenině působením enzymu myrosinázy, který hydrolyzuje glukosinoláty za vzniku nitrilů a dalších produktů. Myrosináza je aktivována L-askorbovou kyselinou (vitaminem C) za určitého pH a vyšší aktivita tohoto enzymu je v poškozených listech zelí, povařením listů se sníží. Glukosinoláty mohou být přeměněny na allylkyanid také střevní mikroflorou.
Jelikož je košťálová zelenina jako zelí, brokolice, květák a kapusta součástí lidské stravy, tak se allylkyanid běžně dostává do těla ústy. Obvyklá takto přijatá dávka je mnohem menší než dávky použité při studiích na zvířatech, kde se obvykle používá 500 μg/kg tělesné hmotnosti, zatímco příjem potravou je u člověka kolem 0,12 μg/kg. I když vztah mezi dávkou a účinkem není dosud přesně znám, předpokládá se, že allylkyanid přijímaný v zelenině nemá žádné neurotoxické účinky.

## Neurotoxicita
Studie provedená na krysách ukázala, že allylkyanid způsobuje ztrátu vláskových buněk v uchu a poškození rohovky. Allylkyanid také zapříčiňuje otok axonů. Bylo zjištěno, že jediná vysoká dávka allylkyanidu může mít za následek trvalé změny v chování, tyto změny zahrnují trhání hlavou a zvýšenou pohybovou aktivitu. Myši v této studii vykazovaly zkracování neuronů vedoucí až k buněčné smrti.
Ovce jsou proti neurotoxickým účinkům allylkyanidu mnohem odolnější než myši. Studie ukázaly, že je jeho detoxikace způsobená předtrávením potravy v bachoru.

## Toxikodynamika
Allylkyanid patří mezi alifatické nitrily, které jsou potenciálně toxické, jelikož snižují množství glutathionu v těle. Navíc způsobuje dlouhodobou dyskinezii už po jediné dávce, pravděpodobně ovlivňuje serotoninový a dopaminový systém. Podání serotoninu a dopaminu zmírnilo abnormality v chování. Orální podání allylkyanidu může způsobit ataxii, chvění, křeče, průjem, slinění, slzení a nepravidelné dýchání.